# Blue Suede Shoes/Honey, Don't!
Blue Suede Shoes/Honey, Don't! è il terzo singolo di Carl Perkins, pubblicato a gennaio 1956.

## Descrizione
Il disco ottenne un grande successo, raggiungendo il numero 1 nella classifica della musica country della rivista Billboard (l'unico numero 1 che Perkins avrebbe avuto) e numero 2 nella classifica della musica popolare di Billboard Best Sellers

## Tracce
LATO A
1. Blue Suede Shoes – 2:14 (Carl Perkins)

LATO B
1. Honey Don't – 2:53 (Carl Perkins)

### Formazione
- Carl Perkins: voce, chitarra solista
- Jay Perkins: cori, chitarra acustica
- Clayton Perkins: basso elettrico
- W.S. Holland: batteria